# أليكس إيرفاين
أليكس إيرفاين (بالإنجليزية: Alex Irvine)‏ (22 مارس 1969، يبسيلانتي في الولايات المتحدة)؛ روائي أمريكي. درس في جامعة ميشيغان.

## روابط خارجية
- أليكس إيرفاين على موقع IMDb (الإنجليزية)
- أليكس إيرفاين على موقع ميوزك برينز (الإنجليزية)